# Crazy 88 (televisieprogramma)
Crazy 88 is een televisieprogramma van BNN, waarvan de eerste aflevering werd uitgezonden op 11 maart 2008. Het betrof een roadrally tussen twee teams, een mannen- en een vrouwenteam. Elke week werden zij tijdens hun rally geconfronteerd met de meest uiteenlopende opdrachten. Zo moest Nicolette Kluijver een 78-jarige man kussen en Willie Wartaal moest proberen een Big Mac in een keer naar binnen te werken. Voor het uitvoeren van haar opdracht, het rammen van een flitspaal te Uithoorn, werd Yolanthe Cabau van Kasbergen op 22 mei 2008 door de politierechter te Amsterdam veroordeeld tot een boete van € 2.500,-.

## Teams
Vrouwen
- Jennifer Hoffman
- Yolanthe Cabau van Kasbergen
- Nicolette Kluijver
- Hanna Verboom

Mannen
- Tygo Gernandt
- Dennis Storm
- Willie Wartaal
- Filemon Wesselink

Spelleider
- Peer Mascini

3 op Reis ·
Afkicken ·
De allerslechtste echtgenoot van Nederland ·
Atletico Ananas ·
AVRO's Sterrenslag ·
Baby te huur ·
De Badgasten ·
De beste ·
Bitches ·
Bloed, Zweet en Luxeproblemen ·
Break Free · 
Cash Cab ·
Comedy Live ·
Costa! ·
Crazy 88 ·
Dennis en Valerio vs de rest ·
Dennis vs Valerio ·
Doe Maar Normaal ·
Egoland ·
Feuten ·
Finals ·
Floortje en de ambassadeurs · 
Floortje naar het einde van de wereld ·
Get Smarter in a Week ·
Golden Oldies ·
De Grote Donorshow ·
Hey DJ ·
Je zal het maar hebben ·
Je zal het maar zijn ·
Kannibalen ·
Katja vs Bridget ·
Katja vs De Rest ·
Kebab TV ·
De Klimaatpolitie ·
Lama gezocht ·
De Lama's ·
Lijst 0 ·
Loverboys ·
MaDiWoDoVrijdagshow ·
De Man met de Hamer ·
Mystery Party ·
De Nationale Eettest ·
De Nationale IQ Test ·
Neuken doe je zo! ·
De Nieuwste Show ·
Nu we er toch zijn ·
Onderweg naar Morgen ·
Over Mijn Lijk ·
Ranking the Stars ·
Rat van Fortuin ·
Ruben vs Geraldine ·
Ruben vs Katja ·
Ruben vs Sophie ·
Het schnitzelparadijs ·
De School ·
De slechtste chauffeur van Nederland ·
Sluipschutters ·
Smeris ·
De Social Club ·
Spuiten en Slikken ·
De Stalkshow ·
StartUp ·
Sterretje Gezocht ·
Stop in the Name of Love ·
Tessa ·
Tequila ·
Top of the Pops ·
Try Before You Die ·
Van God Los ·
Vier handen op één buik ·
VOC ·
Vrijdag op Maandag ·
Waar kan ik je 's nachts voor wakker maken? ·
Walhalla ·
Weg met BNN ·
De Zeven Zeeën